# I-368 (tàu ngầm Nhật)
I-368 là một tàu ngầm vận tải thuộc lớp Type D1 được Hải quân Đế quốc Nhật Bản chế tạo vào giai đoạn cuối Chiến tranh Thế giới thứ hai. Nhập biên chế năm 1944, nó hoàn tất việc chạy thử máy và huấn luyện rồi được cải biến thành tàu ngầm mẹ mang ngư lôi tự sát Kaiten vào đầu năm 1945. Ngay khi thực hiện nhiệm vụ Kaiten đầu tiên, I-368 bị máy bay ném bom-ngư lôi TBF Avenger xuất phát từ tàu sân bay hộ tống USS Anzio đánh chìm tại khu vực Iwo Jima vào ngày 26 tháng 2, 1945

## Thiết kế và chế tạo

### Thiết kế
Tàu ngầm Type D là một kiểu tàu ngầm vận tải, được thiết kế dựa trên chiếc U-155 Deutschland của Hải quân Đế quốc Đức trong Thế Chiến I. Chúng có trọng lượng choán nước 1.808 tấn (1.779 tấn Anh) khi nổi và 2.251 tấn (2.215 tấn Anh) khi lặn, lườn tàu có chiều dài 73,5 m (241 ft 2 in), mạn tàu rộng 8,9 m (29 ft 2 in) và mớn nước sâu 4,46 m (14 ft 8 in). Con tàu có thể lặn sâu đến 75 m (246 ft), và có khả năng vận chuyển 85 tấn hàng hóa cùng mang theo hai xuồng đổ bộ Daihatsu.
Tàu ngầm Type D1 được trang bị hai động cơ diesel Kampon Mk.23B Model 8 tổng công suất 1.850 mã lực phanh (1.380 kW), mỗi chiếc vận hành một trục chân vịt. Khi lặn, mỗi trục được vận hành bởi một động cơ điện công suất 600 mã lực (447 kW). Khi di chuyển trên mặt nước nó đạt tốc độ tối đa 13 hải lý trên giờ (24 km/h; 15 mph) và 6,5 hải lý trên giờ (12,0 km/h; 7,5 mph) khi lặn dưới nước, tầm xa hoạt động của Type D1 là 15.000 hải lý (28.000 km; 17.000 mi) ở tốc độ 10 hải lý trên giờ (19 km/h; 12 mph), và có thể lặn xa 120 nmi (220 km; 140 mi) ở tốc độ 3 hải lý trên giờ (5,6 km/h; 3,5 mph).
Type D1 nguyên bản không được trang bị các ống phóng ngư lôi. Vũ khí trên boong tàu bao gồm một khẩu hải pháo 14 cm (5,5 in), cùng một pháo phòng không 25 mm Type 96 nòng đôi. Những chiếc còn sống sót vào đầu năm 1945 được cải biến để mang theo tối đa năm ngư lôi tự sát Kaiten.

### Chế tạo
I-368 được đặt lườn như là chiếc Tàu ngầm số 5468 tại Xưởng vũ khí Hải quân Yokosuka ớ Yokosuka vào ngày 15 tháng 7, 1943. Nó được đổi tên thành I-368 vào ngày 25 tháng 1, 1944 trước khi được hạ thủy vào ngày 29 tháng 1, 1944. Con tàu hoàn tất và nhập biên chế vào ngày 25 tháng 8, 1944, dưới quyền chỉ huy của Thiếu tá Hải quân Nakayama Denshichi.

## Lịch sử hoạt động
Sau khi nhập biên chế, I-368 được phối thuộc cùng Quân khu Hải quân Sasebo, và được điều về Hải đội Tàu ngầm 11 để chạy thử máy huấn luyện. Sau khi hoàn tất nó được điều sang Hải đội Tàu ngầm 7 từ ngày 2 tháng 11, 1944,
Vào tháng 1, 1945, I-368 được chọn để cải biến từ một tàu ngầm vận tải thành một tàu ngầm "mẹ" mang ngư lôi tự sát Kaiten. Việc cải biến bao gồm tháo dỡ khẩu hải pháo 14 cm (5,5 in) cùng các xuồng đổ bộ Daihatsu, và lắp đặt các bộ gá để chở được năm ngư lôi trên boong tàu. Vào ngày 10 tháng 1, nó cùng tàu ngầm chị em I-370 tham gia thực hành tấn công Kaiten mô phỏng nhắm vào mục tiêu được kéo đi trong biển nội địa Seto; đợt thực hành này kéo dài 15 ngày.
Trận Iwo Jima bắt đầu từ ngày 19 tháng 2, khi lực lượng Hoa Kỳ đổ bộ lên hòn đảo này. Cuộc đổ bộ diễn ra sớm hơn so với dự đoán của Hải quân Nhật Bản, nên I-368 được lệnh kết thúc sớm đợt huấn luyện Kaiten và tham gia Đội Kaiten Chihaya, bao gồm các tàu ngầm I-368, I-370 và  I-44, với nhiệm vụ tấn công tàu bè Đồng Minh tại vùng biển Iwo Jima. Vào ngày 20 tháng 2, I-368 là tàu ngầm mang Kaiten đầu tiên thuộc Đội Kaiten Chihaya lên đường đi sang khu vực Iwo Jima, xuất phát từ căn cứ Kaiten tại Hikari, Yamaguchi.
I-368 đang di chuyển trên mặt nước ở vị trí 35 nmi (65 km) về phía Tây Iwo Jima lúc 03 giờ 05 phút ngày 26 tháng 2, khi nó bị một máy bay ném bom-ngư lôi TBM-1C Avenger thuộc Liên đội Hỗn hợp VC-82 xuất phát từ tàu sân bay hộ tống USS Anzio, phát hiện qua radar. Chiếc Avenger bắn trượt I-368 trong lượt tấn công đầu tiên, và chiếc tàu ngầm lặn xuống khẩn cấp để ẩn nấp. Chiếc Avenger quay trở lại thả phao sáng đánh dấu vị trí cùng các phao sonar, rồi phóng một quả ngư lôi dò âm Mark 24 "Fido" tấn công. Lúc 03 giờ 38 phút, tháp chỉ huy chiếc tàu ngầm nhô lên mặt nước trong một lúc gần vị trí phao sáng, rồi lại lặn xuống. Một chiếc Avenger khác đi đến hiện trường và thả thêm phao sonar cùng một quả ngư lôi "Fido" thứ hai, đánh chìm I-368 tại tọa độ 24°43′B 140°37′Đ / 24,717°B 140,617°Đ. Toàn bộ 86 người trên tàu đều tử trận.
Vào ngày 6 tháng 3, Bộ chỉ huy Nhật Bản ra lệnh cho I-368 quay trở về căn cứ, nhưng chiếc tàu ngầm đã không hồi đáp. Đến ngày 14 tháng 3, Hải quân Đế quốc Nhật Bản công bố I-368 có thể đã bị mất ngoài khơi Iwo Jima với tổn thất toàn bộ thành viên thủy thủ đoàn, cho dù con tàu vẫn được điều từ Hải đội Tàu ngầm 7 được giải thể sang Hải đội Tàu ngầm 15 từ ngày 20 tháng 3. Tên nó được cho rút khỏi đăng bạ hải quân vào ngày 30 tháng 4, 1945.